# La Tournée des bodegas
Albums de Francis Cabrel
Les Beaux Dégâts
(2004) L'essentiel 1977-2007
(2007)
La Tournée des bodegas est un album en concert de Francis Cabrel. Il est vendu accompagné d'un DVD bonus contenant 9 chansons interprétées en live dont une avec Garou. Bodega, en espagnol, désigne un lieu qui stocke et/ou vend de l'alcool. Il est sorti en novembre 2005.

## Liste des titres de l'album
| No  | Titre                  | Durée |
| --- | ---------------------- | ----- |
| 1.  | Les Faussaires         |       |
| 2.  | Bonne Nouvelle         |       |
| 3.  | Rosie                  |       |
| 4.  | Qu'est-ce que t'en dis |       |
| 5.  | Sarbacane              |       |
| 6.  | Elles nous regardent   |       |
| 7.  | Octobre                |       |
| 8.  | Telecaster             |       |
| 9.  | Hors-saison            |       |
| 10. | Je pense encore à toi  |       |
| 11. | Les Gens absents       |       |
| 12. | Tu me corresponds      |       |
| 13. | S'abriter de l'orage   |       |
| 14. | Encore et encore       |       |
| 15. | Petite Sirène          |       |

| 1. | Les Gens absents                     |  |
| 2. | Elle dort                            |  |
| 3. | Cent ans de plus                     |  |
| 4. | Les Chevaliers cathares              |  |
| 5. | Je pense encore à toi                |  |
| 6. | Le Pas des ballerines                |  |
| 7. | Telecaster                           |  |
| 8. | Petite Sirène                        |  |
| 9. | La Dame de Haute-Savoie (avec Garou) |  |